# Liduinaziekenhuis
Het Liduinaziekenhuis was van 1970 tot 1987 een zelfstandig algemeen ziekenhuis te Boxtel, gelegen aan de Bosscheweg. Naast een algemeen ziekenhuis maakte ook het verpleeghuis Liduina deel uit van dezelfde organisatie. 
In 1982 besloot minister Gardeniers van Volksgezondheid dat een aantal kleine ziekenhuizen in Nederland moest sluiten. Ondanks hevige protesten vanuit de plaatselijke bevolking kon het ziekenhuis niet zelfstandig blijven bestaan. In 1987 volgde daarom een fusie met het Carolusziekenhuis in 's-Hertogenbosch. Sinds deze fusie worden in Boxtel uitsluitend poliklinische behandelingen en dagopnames uitgevoerd.
In 2011 volgde een fusie met de andere ziekenhuizen in 's-Hertogenbosch waarna het Jeroen Bosch Ziekenhuis ontstond. De locatie in Boxtel bleef daarna een van de dependances van dit ziekenhuis.